# Velika nagrada Švice
Velika nagrada Švice je bila dirka svetovnega prvenstva Formule 1, ki je redno potekala med sezonama 1950 in 1954, preden so bile avtomobilistične dirke v Švici po tragediji na dirki 24 ur Le Mansa 1955 prepovedane. Ta prepoved je veljavna še danes ter je bila Velika nagrada Švice po letu 1955 prirejena le dvakrat, obakrat v Franciji. V sezoni 1975 se je odvijala kot neprvenstvena dirka, medtem ko je v sezoni 1982 štela za svetovno prvenstvo.

## Zmagovalci Velike nagrade Švice
Roza ozadje označuje dirke, ki niso štele za prvenstvo Formule 1, rumeno pa so bile del Evropskega avtomobilističnega prvenstva
| Leto | Dirkač              | Konstruktor   | Dirkališče | Poročilo |
| ---- | ------------------- | ------------- | ---------- | -------- |
| 1982 | Keke Rosberg        | Williams-Ford | Dijon      | Poročilo |
| 1975 | Clay Regazzoni      | Ferrari       | Dijon      | Poročilo |
| 1954 | Juan Manuel Fangio  | Mercedes-Benz | Bremgarten | Poročilo |
| 1953 | Alberto Ascari      | Ferrari       | Bremgarten | Poročilo |
| 1952 | Piero Taruffi       | Ferrari       | Bremgarten | Poročilo |
| 1951 | Juan Manuel Fangio  | Alfa Romeo    | Bremgarten | Poročilo |
| 1950 | Nino Farina         | Alfa Romeo    | Bremgarten | Poročilo |
| 1949 | Alberto Ascari      | Ferrari       | Bremgarten | Poročilo |
| 1948 | Carlo Felice Trossi | Alfa Romeo    | Bremgarten | Poročilo |
| 1947 | Jean-Pierre Wimille | Alfa Romeo    | Bremgarten | Poročilo |
| 1939 | Hermann Lang        | Mercedes-Benz | Bremgarten | Poročilo |
| 1938 | Rudolf Caracciola   | Mercedes-Benz | Bremgarten | Poročilo |
| 1937 | Rudolf Caracciola   | Mercedes-Benz | Bremgarten | Poročilo |
| 1936 | Bernd Rosemeyer     | Auto Union    | Bremgarten | Poročilo |
| 1935 | Rudolf Caracciola   | Mercedes-Benz | Bremgarten | Poročilo |
| 1934 | Hans Stuck          | Auto Union    | Bremgarten | Poročilo |